# My Librae
My Librae (μ Librae, förkortat My Lib, μ Lib) som är stjärnans Bayerbeteckning, är en trolig tripelstjärna belägen i den västra delen av stjärnbilden Vågen. Den har en kombinerad skenbar magnitud på 5,32 och är svagt synlig för blotta ögat på platser utan ljusföroreningar. Baserat på parallaxmätning inom Hipparcosuppdraget på ca 13,7 mas, beräknas den befinna sig på ett avstånd av ca 240 ljusår (73 parsek) från solen.

## Egenskaper
Primärstjärnan i My Librae är en blå stjärna i huvudserien av spektralklass A1pSrCrEu Den har en massa som är 2,3 gånger större än solens massa och en uppskattad radie som är 2,6 gånger större än solens. Den utsänder från dess fotosfär 41,7 gånger mera energi än solen vid en effektiv temperatur på ca 9 600 K.
Det inre paret i konstellationen har (2006) en vinkelseparation på 1,79 bågsekunder med en positionsvinkel på 5,5° och en uppskattad fysisk separation av 139 AE. My Librae A är en magnetisk Ap-stjärna som visar överskott på elementen aluminium, strontium, krom och europium. Den är en fotometrisk variabel med perioder på 25,3992 ± 0,1970 dygn och 1,8871 ± 0,0008 dygn. Ytmagnetfältstyrkan är 1 375 Gauss. Följeslagaren My Lyrae B är en Am-stjärna av spektralklass A6m. Den har en skenbar magnitud på 6,72. Den tredje enheten, My Librae C, är en stjärna av magnitud 14,70 med en vinkelseparation på 12,90 bågsekunder med en positionsvinkel på 294° (2000). 